# Klämmis

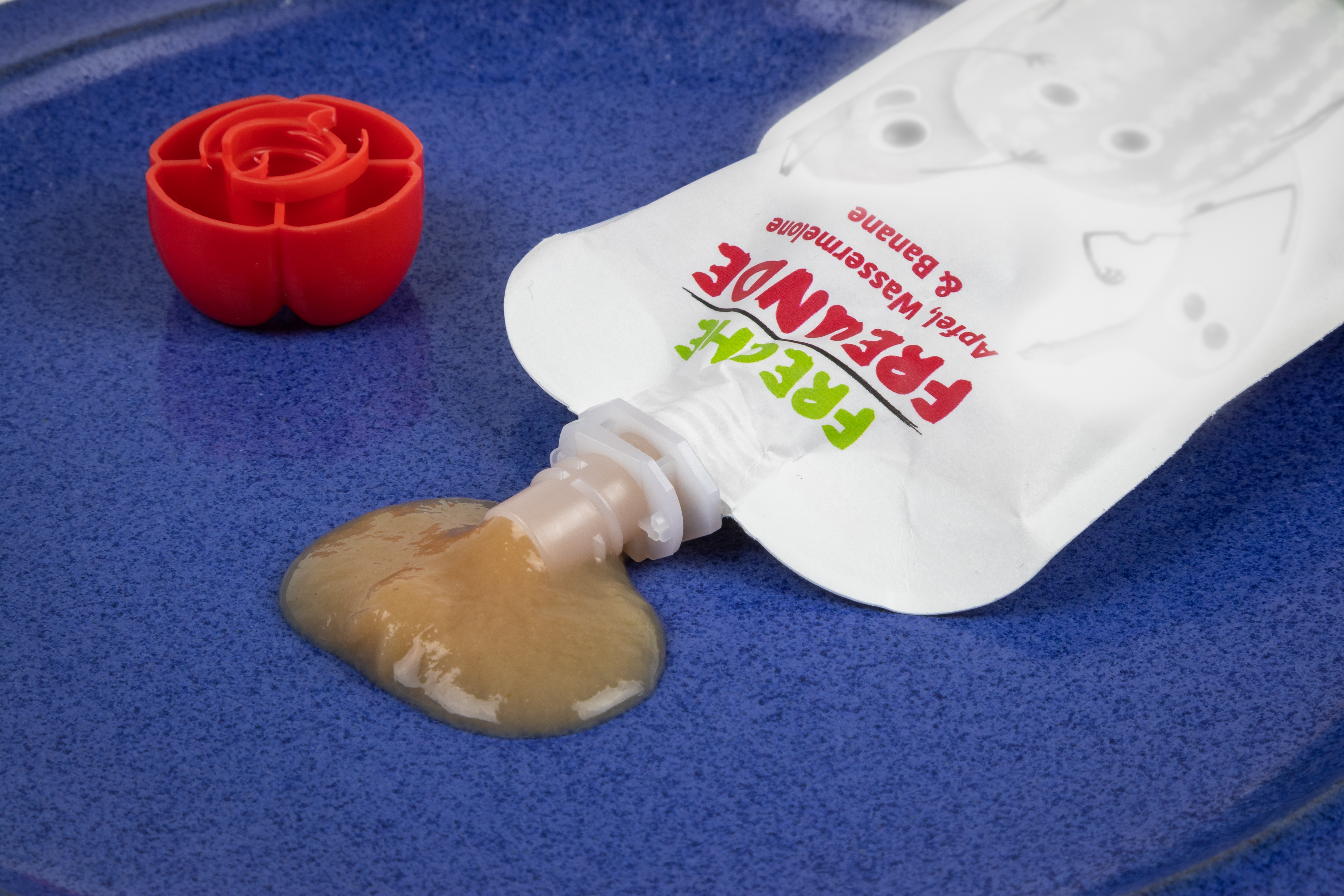
Klämmis med äppel-, vattenmelon- och bananmos.

Klämmis eller klämpåse är en tubformad förpackning med oftast frukt eller barnmat av flytande eller grötliknande konsistens och man måste klämma på förpackningen för att få ut födan. Produkten för barn uppfanns 2007, introducerades på barnmatsmarknaden cirka 2009 och har blivit populär bland både föräldrar och småbarn.
En tillverkare rekommenderar att innehållet ska serveras direkt på sked för smidig matning. Dock förekommer det att barn klämmer på förpackningen och suger i sig innehållet. Klämmisarna anges vara avsedda att användas som mellanmål.
Liknande förpackningar och innehåll förekommer för vuxna även inom rymdfart och i sportnutrition-branschen.